# Uzaki-chan Wants to Hang Out!
Uzaki-chan Wants to Hang Out! (宇崎ちゃんは遊びたい！?, Uzaki-chan wa Asobitai!, lett. "Uzaki-chan vuole giocare!") è un manga scritto e disegnato da Take. Viene serializzato in Giappone tramite il sito web Dra Dra Sharp di Niconico Seiga a partire dal 1º dicembre 2017, e pubblicato in tredici volumi (a marzo 2025) da Fujimi Shobō. Il manga è edito in Italia da Star Comics a partire dal 29 settembre 2021. Il manga ha ricevuto in Giappone un adattamento anime realizzato da ENGI, che è andato in onda da luglio a settembre 2020, con una seconda stagione trasmessa da ottobre a dicembre 2022.

## Trama
Hana Uzaki è entusiasta alla scoperta che frequenterà la stessa università del suo senpai del liceo, Shinichi Sakurai. Tuttavia, dopo un anno passato a vederlo bighellonare, giunge alla conclusione che si è trasformato in un tipo solitario. Decide quindi di passare più tempo possibile con Shinichi, convinta che sia troppo introverso ed emani un'aura troppo minacciosa, cosa per lei inaccettabile. Nell'intraprendere il suo progetto di far sperimentare a Shinichi il bello della vita, Hana si appiccica al suo fianco come un parassita. Riuscirà Shinichi a farle comprendere che preferisce stare per conto suo, o verrà conquistato dal bizzarro fascino di Hana?

## Personaggi
Hana Uzaki (宇崎 花?, Uzaki Hana)
Doppiata da: Naomi Ōzora (ed. giapponese), Giulia Maniglio (ed. italiana)
Una studentessa diciannovenne che frequenta il secondo anno della stessa università di Shinichi. Malgrado la sua figura molto prosperosa, Hana viene talvolta scambiata per una studentessa delle elementari a causa della sua bassa statura. Una persona allegra ed estroversa, è frustrata dal fatto che Shinichi passa le sue giornate perlopiù in solitudine durante il suo primo anno di università. Pertanto, si mette in testa di aiutarlo a superare il suo stile di vita solitario accompagnandolo dovunque vada, spesso causando a Shinichi fastidio e imbarazzo. Con il passare del tempo, Hana inizia a provare sentimenti per Shinichi, ma si rifiuta di ammetterlo.
Shinichi Sakurai (桜井 真一?, Sakurai Shin'ichi)
Doppiato da: Kenji Akabane (ed. giapponese), Ezio Vivolo (ed. italiana)
Uno studente ventenne del terzo anno di università, e un senpai di Hana. I due si conoscono dai tempi del liceo, avendo entrambi frequentato il club di nuoto. La maggior parte delle ragazze dell'università sono impaurite dal suo sguardo minaccioso. Benché spesso infastidito dai comportamenti di Hana, specialmente da quelli che si ripercuotono su di lui, Shinichi tollera il suo modo di fare nella consapevolezza che si sta godendo la vita universitaria. Anche lui sviluppa sentimenti per Hana, ma non vuole ammetterlo. Lavora part-time a un bar vicino all'università, dove è popolare tra le clienti a motivo del suo fisico atletico e della sua etica lavorativa.
Ami Asai (亜細 亜実?, Asai Ami)
Doppiata da: Ayana Taketatsu (ed. giapponese), Elisa Giorgio (ed. italiana)
Una studentessa ventunenne che frequenta il quarto anno alla stessa università di Hana e Shinichi. Lavora presso il bar di suo padre assieme a Shinichi. Come suo padre, osserva da lontano Shinichi e Hana per vedere se la loro relazione stia facendo progressi. Ha un'ossessione per i muscoli di Shinichi fin dal giorno in cui ha iniziato a lavorare con lei.
Itsuhito Sakaki (榊 逸仁?, Sakaki Itsuhito)
Doppiato da: Tomoya Takagi (ed. giapponese), Alessandro Fattori (ed. italiana)
Uno studente ventunenne, amico e compagno di università di Shinichi. È dotato negli sport e popolare tra le ragazze. Quando scopre che Shinichi e Hana passano molto tempo assieme, Sakaki unisce le forze con Ami per aiutare segretamente i due a fare passi avanti nella loro relazione.
Akihiko Asai (亜細 亜紀彦?, Asai Akihiko)
Doppiato da: Yōsuke Akimoto (ed. giapponese), Marco Balzarotti (ed. italiana)
Anche noto come "il padrone" (マスター?, Masutā), è il capo di Shinichi presso il bar a cui lavora, nonché il padre di Ami. Sapendo che Hana viene spesso a visitare Shinichi durante i suoi turni di lavoro, si mette a osservarli da lontano con sua figlia, chiedendosi come evolverà la loro relazione.
Tsuki Uzaki (宇崎 月?, Uzaki Tsuki)
Doppiata da: Saori Hayami (ed. giapponese), Ilaria Silvestri (ed. italiana)
Tsuki è la madre di Hana, una casalinga quarantatreenne. Considera l'aspetto di Shinichi pauroso fin dal loro primo incontro, e crede erroneamente che Shinichi sia interessato in lei a seguito di molteplici fraintendimenti.
Yanagi Uzaki (宇崎 柳?, Uzaki Yanagi)
Doppiata da: Seina Kato (ed. giapponese)
La sorella minore di Hana. Ha quattordici anni e frequenta il secondo anno di scuole medie. Adora giocare ai videogiochi e prendere in giro i suoi familiari.
Fujio Uzaki (宇崎 不二夫?, Uzaki Fujio)
Doppiato da: Hideo Ishikawa (ed. giapponese)
Il padre di Hana, quarantaseienne. Malgrado sia iperprotettivo nei confronti dei suoi figli, nutre un forte rispetto per Shinichi.
Kiri Uzaki (宇崎 桐?, Uzaki Kiri)
Doppiato da: Yūko Sanpei (ed. giapponese)
Il fratello minore di Hana, diciassettenne al secondo anno di liceo. È membro del club di nuoto, anche se non è dotato quanto Shinichi. Ha un complesso legato alla sua bassa statura (162 cm).
Haruko Sakurai (桜井 春子?, Sakurai Haruko)
Doppiata da: Miki Itō (ed. giapponese)
La madre di Shinichi, quarantanovenne. Oltre a Shinichi, ha una figlia neonata.
Shirō Sakurai (桜井 志郎?, Sakurai Shirō)
Doppiato da: Tomokazu Sugita (ed. giapponese)
Il padre di Shinichi, un istruttore di judo quarantaseienne. Shinichi non è in buoni rapporti con lui.

## Media

### Manga
Uzaki-chan Wants to Hang Out! è un manga scritto e disegnato da Take (丈?). La serializzazione ha avuto inizio il 1º dicembre 2017 tramite il sito web Dra Dra Sharp di Niconico Seiga. La serie è stata successivamente raccolta in volumi tankōbon, il primo dei quali è stato pubblicato il 9 luglio 2018 in Giappone. A marzo 2025 sono stati pubblicati in totale tredici volumi. A giugno 2024, l'autore Take ha annunciato che, a causa di motivi di salute legati al COVID-19, la serializzazione del manga sarà sospesa per un periodo indeterminato.
In Italia, la serie viene pubblicata da Star Comics a partire dal 29 settembre 2021. La traduzione dei testi è curata da Rie Zushi (volume 1) e Marco Franca (dal volume 2), mentre l'adattamento è di Gabriele Zobele.
| 1  | 9 luglio 2018 | ISBN 978-4-04-072779-0                             | 29 settembre 2021 | ISBN 978-88-2262-684-4 |
| 1  | Capitoli - 1. La kohai e il senpai che amava starsene per conto suo (後輩と独り好きの先輩?, Kōhai to hitori-suki no senpai) - 2. La kohai e il cinema (後輩と映画館?, Kōhai to eigakan) - 3. La kohai e il negozio di elettrodomestici (後輩と電器屋?, Kōhai to denki-ya) - 4. La kohai e il posto dove lui lavora (後輩とバイト先?, Kōhai to baito-saki) - 5. La kohai e la mensa (後輩と学食?, Kōhai to gakushoku) - 6. La kohai e il gatto (後輩と猫?, Kōhai to neko) - 7. La kohai e la senpai del suo senpai (後輩と先輩の先輩?, Kōhai to senpai no senpai) - 8. La kohai e l'influenza (後輩と風邪?, Kōhai to kaze) - 9. La kohai e la carne alla piastra (後輩と焼肉?, Kōhai to yakiniku) - 10. La kohai e l'ipnosi (後輩と催眠術?, Kōhai to saimin-jutsu) - 11. La kohai e i lunghi giorni di vacanza (後輩と大型連休?, Kōhai to ōgata renkyū) - 12. La kohai e gli occhiali (後輩と眼鏡?, Kōhai to megane) - 13. La kohai e la stanchezza primaverile (後輩と五月疲?, Kōhai to gogatsubyo) - Episodio speciale. L'inizio di un giorno della kohai (後輩の一日の始まり?, Kōhai no tsuitachi no hajimari) |                                                    |                   |                        |
| 2  | 8 febbraio 2019 | ISBN 978-4-04-073095-0                             | 1º dicembre 2021  | ISBN 978-88-2262-810-7 |
| 2  | Capitoli - 14. La kohai e la lezione insieme (後輩と一緒に授業?, Kōhai to issho ni jugyō) - 15. La kohai e l'amico del senpai (後輩と先輩の友達?, Kōhai to senpai no tomodachi) - 16. La kohai e le molestie sessuali (後輩とセクハラ?, Kōhai to sekuhara) - 17. La kohai e i cioccolatini alla menta (後輩とチョコミント?, Kōhai to chokominto) - 18. La kohai e i programmi per l'estate (後輩と夏の予定?, Kōhai to natsu no yotei) - 19. La kohai e la prima volta al mare (後輩と初めての海?, Kōhai to hajimete no umi) - 20. La kohai e la notte in montagna (後輩と夜の山?, Kōhai to yoru no yama) - 21. La kohai e il neko café (後輩と猫カフェ?, Kōhai to neko kafe) - 22. La kohai e la bevuta in coppia (後輩とサシ飲み?, Kōhai to sashi nomi) - 23. La kohai e i fuochi d'artificio (後輩と花火見物?, Kōhai to hanabi kenbutsu) - Episodio speciale. La kohai e il bere a casa (後輩と宅飲み?, Kōhai to takunomi) |                                                    |                   |                        |
| 3  | 9 luglio 2019 | ISBN 978-4-04-073260-2                             | 2 febbraio 2022   | ISBN 978-88-2262-969-2 |
| 3  | Capitoli - 24. A casa della kohai (後輩と後輩の家?, Kōhai to kōhai no ie) - 25. La kohai e sua madre (後輩と後輩の母親?, Kōhai to kōhai no hahaoya) - 26. La kohai e il commento inopportuno (後輩と失言?, Kōhai to shitsugen) - 27. La kohai e l'appartamento del senpai (後輩と先輩の部屋?, Kōhai to senpai no heya) - 28. La kohai e il bowling (後輩とボウリング?, Kōhai to bōringu) - 29. La kohai e l'arrampicata (後輩とボルダリング?, Kōhai to borudaringu) - 30. La kohai e le storie dei tempi andati (後輩とあの頃の語?, Kōhai to anogoro no go) - 31. La kohai e la lezione di cucina (後輩と料理修行?, Kōhai to ryōri shugyō) - 32. La kohai, il karaoke e il cosplay (後輩とカラオケとコスプレ?, Kōhai to karaoke to kosupure) - 33. La kohai e l'alcol a tradimento (後輩と悪いお酒?, Kōhai to warui o sake) - Episodio speciale. La kohai e le lezioni extra di cucina (後輩と料理修行EX?, Kōhai to ryōri shugyō EX) |                                                    |                   |                        |
| 4  | 7 febbraio 2020 | ISBN 978-4-04-073499-6                             | 30 marzo 2022     | ISBN 978-88-2263-050-6 |
| 4  | Capitoli - 34. La kohai e il vuoto di memoria (後輩と前後不覚?, Kōhai to zengofukaku) - 35. La kohai e il primo giorno dopo le vacanze (後輩と休み明け?, Kōhai to yasumi-ake) - 36. La kohai e il calcetto (後輩とフットサル?, Kōhai to futtosaru) - 37. La kohai e il costume (後輩とコスチューム?, Kōhai to kosuchūmu) - 38. La kohai e la mancanza di sonno (後輩と寝不足?, Kōhai to nebusoku) - 39. La kohai e la lezione di cucina 2 (後輩と料理修行2?, Kōhai to ryōri shugyō 2) - 40. La kohai e il festival universitario — 1ª parte (後輩と学祭 前編?, Kōhai to gakusai zenpen) - 41. La kohai e il festival universitario — 2ª parte (後輩と学祭 後編?, Kōhai to gakusai kōhen) - 42. La kohai e il nabe (後輩と鍋?, Kōhai to nabe) - Episodio speciale 1. La kohai e i piccoli sforzi del senpai (後輩と少し頑張った先輩?, Kōhai to sukoshi ganbatta senpai) - Episodio speciale 2. Se kohai e senpai si scambiassero i ruoli... (後輩と先輩が逆だったら?, Kōhai to senpai ga sakadattara) |                                                    |                   |                        |
| 5  | 9 luglio 2020 | ISBN 978-4-04-073712-6 ISBN 978-4-04-073713-3 (ES) | 1º giugno 2022    | ISBN 978-88-2263-232-6 |
| 5  | Capitoli - 43. La kohai e la condotta da adottare (後輩と今後の方針?, Kōhai to kongo no hōshin) - 44. La kohai e il comportamento da seguire (後輩と前後不覚?, Kōhai to kongo no furumai) - 45. La kohai e la lezione di cucina 3 (後輩と料理修行3?, Kōhai to ryōri shugyō 3) - 46. La kohai e la riconciliazione (後輩と仲直り?, Kōhai to nakanaori) - 47. La kohai e suo padre (後輩と後輩の父親?, Kōhai to kōhai no chichioya) - 48. La kohai e la sua famiglia (後輩と後輩の家族?, Kōhai to kōhai no kazoku) - 49. La kohai e le preoccupazioni (後輩と悩み事?, Kōhai to nayamigoto) - 50. La kohai e la lezione di cucina 4 (後輩と料理修行4?, Kōhai to ryōri shugyō 4) - 51. La kohai e il tempo rimasto (後輩と残りの時間?, Kōhai to nokori no jikan) - Episodio speciale. La kohai e il mattino particolare (後輩と朝のひととき?, Kōhai to asa no hitotoki) |                                                    |                   |                        |
| 6  | 9 marzo 2021 | ISBN 978-4-04-074013-3                             | 28 settembre 2022 | ISBN 978-88-2263-417-7 |
| 6  | Capitoli - 52. La kohai e la mezza decisione (後輩と決心のようなもの?, Kōhai to kesshin no yōna mono) - 53. La kohai e gli sviluppi da cliché (後輩とベタな展開?, Kōhai to betana tenkai) - 54. La kohai e la sua sorellina (後輩と後輩の妹?, Kōhai to kōhai no imōto) - 55. La kohai e la sua sorellina 2 (後輩と後輩の妹2?, Kōhai to kōhai no imōto 2) - 56. La kohai e il suo fratellino (後輩と後輩の弟?, Kōhai to kōhai no otōto) - 57. La kohai e il suo fratellino 2 (後輩と後輩の弟2?, Kōhai to kōhai no otōto 2) - 58. La kohai e dicembre (後輩と12月?, Kōhai to jūnigatsu) - 59. La kohai e i film horror (後輩とホラー映画?, Kōhai to horā eiga) - 60. La kohai e la giornata senza il senpai (後輩と先輩がいない日?, Kōhai to senpai ga inai hi) - 61. La kohai e i ricordi di qualche anno prima (後輩と少し昔の語?, Kōhai to sukoshi mukashi no go) - Episodio speciale. La kohai e i film horror - Il seguito - (後輩とホラー映画(のその後)?, Kōhai to horā eiga no sonogo) |                                                    |                   |                        |
| 7  | 6 agosto 2021 | ISBN 978-4-04-074205-2                             | 4 gennaio 2023    | ISBN 978-88-226-3758-1 |
| 7  | Capitoli - 62. La kohai e il senpai al tappeto (後輩と投げられる先輩?, Kōhai to nage rareru senpai) - 63. La kohai e il barlume di speranza (後輩と光明?, Kōhai to kōmyō) - 64. La kohai e la festa di Natale (後輩とクリスマスイブ?, Kōhai to kurisumasu ibu) - 65. La kohai e la festa di Natale 1 (後輩とクリスマスパーティー1?, Kōhai to kurisumasu pātī 1) - 66. La kohai e la festa di Natale 2 (後輩とクリスマスパーティー2?, Kōhai to kurisumasu pātī 2) - 67. La kohai e la festa di Natale 3 (後輩とクリスマスパーティー3?, Kōhai to kurisumasu pātī 3) - 68. La kohai e le palpitazioni (後輩と動悸?, Kōhai to dōki) - 69. La kohai e la prima visita dell'anno al tempio (後輩と初詣?, Kōhai to hatsumōde) - Episodio speciale. Un altro aspetto di Yanagi (柳,もうひとつの顔?, Yanagi, mō hitotsu no kao) |                                                    |                   |                        |
| 8  | 9 marzo 2022 | ISBN 978-4-04-074458-2                             | 31 maggio 2023    | ISBN 978-88-226-4066-6 |
| 8  | Capitoli - 70. La kohai e la dichiarazione (後輩と告白?, Kōhai to kokuhaku) - 71. La kohai e il senpai inconcludente (後輩と空回る先輩?, Kōhai to sora mawaru senpai) - 72. La kohai e il senpai che resiste (後輩と耐える先輩?, Kōhai to taeru senpai) - 73. La kohai e il faccia a faccia di conferma (後輩と反省会?, Kōhai to hansei-kai) - 74. La kohai e l'inizio della frequentazione (後輩と付き合い始め?, Kōhai to tsukiai hajime) - 75. La kohai e i progetti per il futuro (後輩と今後の予定?, Kōhai to kongo no yotei) - 76. La kohai e la madre (後輩と母親?, Kōhai to hahaoya) - 77. La kohai e l'essere lasciati indietro (後輩と置いてけぼり?, Kōhai to oitekebori) - Episodio speciale. Bonus - La vita da studentessa delle medie di Yanagi (おまけマンガ 柳の中学生活?, Omake manga - Yanagi no chūgaku seikatsu) |                                                    |                   |                        |
| 9  | 9 settembre 2022 | ISBN 978-4-04-074675-3                             | 29 novembre 2023  | ISBN 978-88-226-4426-8 |
| 9  | Capitoli - 78. La kohai e il primo gokon (後輩と初めての合コン?, Kōhai to hajimete no gōkon) - 79. La kohai e i suoi genitori (後輩と後輩の両親?, Kōhai to kōhai no ryōshin) - 80. La kohai e la sua occasione (後輩ときっかけ?, Kōhai to kikkake) - 81. La kohai e il fratellino tormentato (後輩と悩める弟?, Kōhai to nayameru otōto) - 82. La kohai e il fratellino innamorato (後輩と恋する弟?, Kōhai to koisuru otōto) - 83. La kohai e la riappacificazione tra padre e figlio (後輩と和解する親子?, Kōhai to wakai suru oyako) - 84. La kohai e il terrore di padre e figlio (後輩と戦慄する父子?, Kōhai to senritsu suru fushi) - 85. La kohai e il giorno di San Valentino 1 (後輩とバレンタインデー1?, Kōhai to barentain dē 1) - Episodio speciale. La kohai e il viaggio a Tottori (【ブックレット描き下ろし特別編】後輩と鳥取旅行?, Kōhai to Tottori ryokō) |                                                    |                   |                        |
| 10 | 9 marzo 2023 | ISBN 978-4-04-074907-5                             | 30 aprile 2024    | ISBN 978-88-226-4849-5 |
| 10 | Capitoli - 86. La kohai e il giorno di San Valentino 2 (後輩とバレンタインデー2?, Kōhai to barentain dē 2) - 87. La kohai e il giorno di San Valentino 3 (後輩とバレンタインデー3?, Kōhai to barentain dē 3) - 88. La kohai e il giorno di San Valentino 4 (後輩とバレンタインデー4?, Kōhai to barentain dē 4) - 89. La kohai e il passo avanti (後輩と踏み出す男?, Kōhai to fumidasu otoko) - 90. La kohai e il White Day 1 (後輩とホワイトデー1?, Kōhai to howaito dē 1) - 91. La kohai e il White Day 2 (後輩とホワイトデー2?, Kōhai to howaito dē 2) - 92. La kohai e il White Day 3 (後輩とホワイトデー3?, Kōhai to howaito dē 3) - 93. La kohai e il White Day 4 (後輩とホワイトデー4?, Kōhai to howaito dē 4) - Episodio speciale. Bonus - La vita da studentessa delle medie di Yanagi 2 (おまけマンガ 柳の中学生活2?, Omake manga - Yanagi no chūgaku seikatsu 2) |                                                    |                   |                        |
| 11 | 8 dicembre 2023 | ISBN 978-4-04-075236-5                             | 8 ottobre 2024    | ISBN 978-88-226-5107-5 |
| 11 | Capitoli - 94. La kohai e l'allenamento (後輩と訓練?, Kōhai to kunren) - 95. La kohai e la cerimonia di laurea (後輩と卒業式?, Kōhai to sotsugyōshiki) - 96. La kohai e l'allergia al polline (後輩と花粉症?, Kōhai to kabunshō) - 97. La kohai e il passato dei suoi genitori — 1ª parte (後輩と後輩の両親の過去 前編?, Kōhai to kōhai no ryōshin no kako — zenpen) - 98. La kohai e il passato dei suoi genitori — 2ª parte (後輩と後輩の両親の過去 中編?, Kōhai to kōhai no ryōshin no kako — chūhen) - 99. La kohai e il passato dei suoi genitori — 3ª parte (後輩と後輩の両親の過去 後編?, Kōhai to kōhai no ryōshin no kako — kōhen) - 100. La kohai e le tette (後輩とおっぱい?, Kōhai to oppai) - 101. La kohai e il sogno (後輩と夢?, Kōhai to yume) - 102. La kohai e i consigli (後輩と相談?, Kōhai to sōdan) - Episodio speciale. |                                                    |                   |                        |
| 12 | 9 luglio 2024 | ISBN 978-4-04-075514-4                             | 2 settembre 2025  | ISBN 978-88-226-5702-2 |
| 12 | Capitoli - 103. (後輩と制御?, Kōhai to seigyo) - 104. (後輩と秘密のお楽しみ?, Kōhai to himitsu no o tanoshimi) - 105. (後輩と秘密のお楽しみ 2?, Kōhai to himitsu no o tanoshimi 2) - 106. (後輩と覚悟?, Kōhai to kakugo) - 107. (後輩とまた反省会?, Kōhai to mata hansei-kai) - 108. (後輩と訪問?, Kōhai to hōmon) - 109. (後輩と家族会議?, Kōhai to kazoku kaigi) - 110. (後輩とお題 柳編?, Kōhai to o dai Yanagi-hen) - 111. (後輩とお題 月編?, Kōhai to o dai tsuki-hen) - Episodio speciale. (おまけマンガ どうにもならなかったマンガ?, Omake manga - Dōnimo naranakatta manga) |                                                    |                   |                        |
| 13 | 7 marzo 2025 | ISBN 978-4-04-075831-2                             | —                 | —                      |
| 13 | Capitoli - 112. (後輩とお題 桐編?, Kōhai to o dai kiri-hen) - 113. (後輩と夢2?, Kōhai to yume 2) - 114. (後輩と衝動?, Kōhai to shōdō) - 115. (後輩とおしり?, Kōhai to oshiri) - 116. (後輩と後輩の妹の部屋?, Kōhai to kōhai no imōto no heya) - 117. (後輩と説得?, Kōhai to settoku) - 118. (後輩と父親?, Kōhai to chichioya) - 119. (後輩と両親?, Kōhai to ryōshin) - 120. (後輩と就活?, Kōhai to shūkatsu) - Episodio speciale. |                                                    |                   |                        |

#### Antologia
L'8 dicembre 2023, contemporaneamente all'uscita dell'undicesimo volume, è stato pubblicato in Giappone un volume speciale intitolato Uzaki-chan vuole giocare! Antologia di fumetti "Se" della famiglia Uzaki (宇崎ちゃんは遊びたい！ If 宇崎家コミックアンソロジー?, Uzaki-chan wa asobitai! If Uzaki-ka komikku ansorojī). Il fumetto consiste in una collezione di brevi episodi riguardanti la famiglia Uzaki, immaginati e illustrati da molteplici artisti.

### Anime

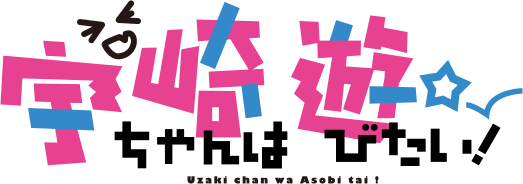
Il logo della serie animata

Un adattamento anime dell'opera è stato annunciato da Kadokawa il 3 febbraio 2020. La serie è stata animata da ENGI e diretta da Kazuya Miura, con la sceneggiatura di Takashi Aoshima, il character design di Manabu Kurihara e la colonna sonora di Satoshi Igarashi. La prima stagione dell'anime, in dodici episodi, è stata trasmessa su AT-X e altri canali dal 10 luglio al 25 settembre 2020. La sigla di apertura, "Nadamesukashi Negotiation" (なだめスかし Negotiation? lett. "Negoziazione consolante"), è cantata da Kano e da Naomi Ōzora (quest'ultima nella voce della protagonista Hana, da lei doppiata), mentre quella di chiusura, "Kokoro Knock" (ココロノック?, Kokoro Nokku, lett. "Bussare del cuore"), è cantata da YuNi. Il doppiaggio italiano è stato pubblicato su Crunchyroll il 23 gennaio 2023. Il doppiaggio italiano è stato curato da ADC Group di Milano sotto la direzione di Silvana Fantini.
Il 25 settembre 2020, poco dopo la trasmissione dell'ultimo episodio, è stato annunciato che era stata approvata la produzione di una seconda stagione. Intitolata Uzaki-chan Wants to Hang Out! ω (宇崎ちゃんは遊びたい！ω?, Uzaki-chan wa Asobitai! Daburu), la seconda stagione è stata trasmessa dal 1º ottobre al 24 dicembre 2022 per un totale di tredici episodi. Kano e Naomi Ōzora (sempre nei panni di Hana Uzaki) hanno cantato la sigla iniziale "Ichigo Ichie Celebration" (いちごいちえCelebration? lett. "Celebrazione irripetibile"), mentre il gruppo MKLNtic ha eseguito quella finale, "Happy Life" (はっぴーらいふ?, Happī Raifu, lett. "Vita felice").

### Altri media
La Croce Rossa giapponese ha fatto uso dell'immagine di Hana Uzaki per promuovere campagne di donazione del sangue nel 2019 e 2020, a cui ha partecipato anche l'autore del manga Take.

## Accoglienza
La serie manga si è classificata al decimo posto nel Next Manga Award 2018 organizzato dalla rivista Da Vinci di Kadokawa e dal sito di streaming Niconico.